# Associazione Calcio Rapallo Ruentes 1914 1968-1969
Questa voce raccoglie le informazioni riguardanti l'Associazione Calcio Rapallo Ruentes 1914 nelle competizioni ufficiali della stagione 1968-1969.

## Rosa
| N. |                   | Ruolo | Calciatore         |
| -- | ----------------- | ----- | ------------------ |
|    | Italia (bandiera) | D     | Giuliano Andreuzza |
|    | Italia (bandiera) |       | Balzano            |
|    | Italia (bandiera) | A     | Bruno Bianchi      |
|    | Italia (bandiera) | C     | Giovanni Bolzoni   |
|    | Italia (bandiera) | A     | Mario Codognato    |
|    | Italia (bandiera) | D     | Antonio Colombo    |
|    | Italia (bandiera) | A     | Enrico Costantini  |
|    | Italia (bandiera) |       | Devoto             |
|    | Italia (bandiera) | P     | Mario D'Orsi       |
|    | Italia (bandiera) |       | Gerbi              |
|    | Italia (bandiera) | C     | Severino Gualco    |
|    | Italia (bandiera) |       | Landi              |

| N. |                   | Ruolo | Calciatore          |
| -- | ----------------- | ----- | ------------------- |
|    | Italia (bandiera) | D     | Dante Lodrini       |
|    | Italia (bandiera) | C     | Cesare Mavero       |
|    | Italia (bandiera) |       | Mela                |
|    | Italia (bandiera) | D     | Roberto Mensa       |
|    | Italia (bandiera) |       | Merli               |
|    | Italia (bandiera) | A     | Bruno Petroni       |
|    | Italia (bandiera) | D     | Giuliano Pez        |
|    | Italia (bandiera) |       | Rissetto            |
|    | Italia (bandiera) | C     | Mario Rizzo         |
|    | Italia (bandiera) | P     | Luciano Rossi       |
|    | Italia (bandiera) | P     | Angelo Santambrogio |
|    | Italia (bandiera) |       | Selvatici           |